# Axel Fehrlund
Axel Albert Fehrlund, född 18 juni 1876 i Karlshamn, död 14 juni 1927 på Radiumhemmet i Stockholm, var en svensk psykiater.
Efter mogenhetsexamen i Helsingborg 1894 avlade Fehrlund mediko-filosofisk examen 1895 samt blev medicine kandidat 1905 och medicine licentiat 1918, allt i Lund. Han var e.o. amanuens vid histologiska institutionen i Lund 1896–97, amanuens där 1897–98, tillförordnad underläkare vid Hässleby sanatorium 1906, underläkare vid Sävsjö sanatorium 1908–09, tillförordnad provinsialläkare i Håby distrikt 1910, tillförordnad amanuens vid oftalmiatriska kliniken i Lund  1910, amanuens vid Lunds hospital 1911–12, underläkare vid Lunds asyl 1913, extra läkare där 1914, dito vid Vänersborgs hospital och asyl 1914–18, biträdande hospitalsläkare där 1918, hospitalsläkare där 1919–21, och hospitalsläkare av första klass vid Strängnäs hospital från 1921.